# Petras Avižonis

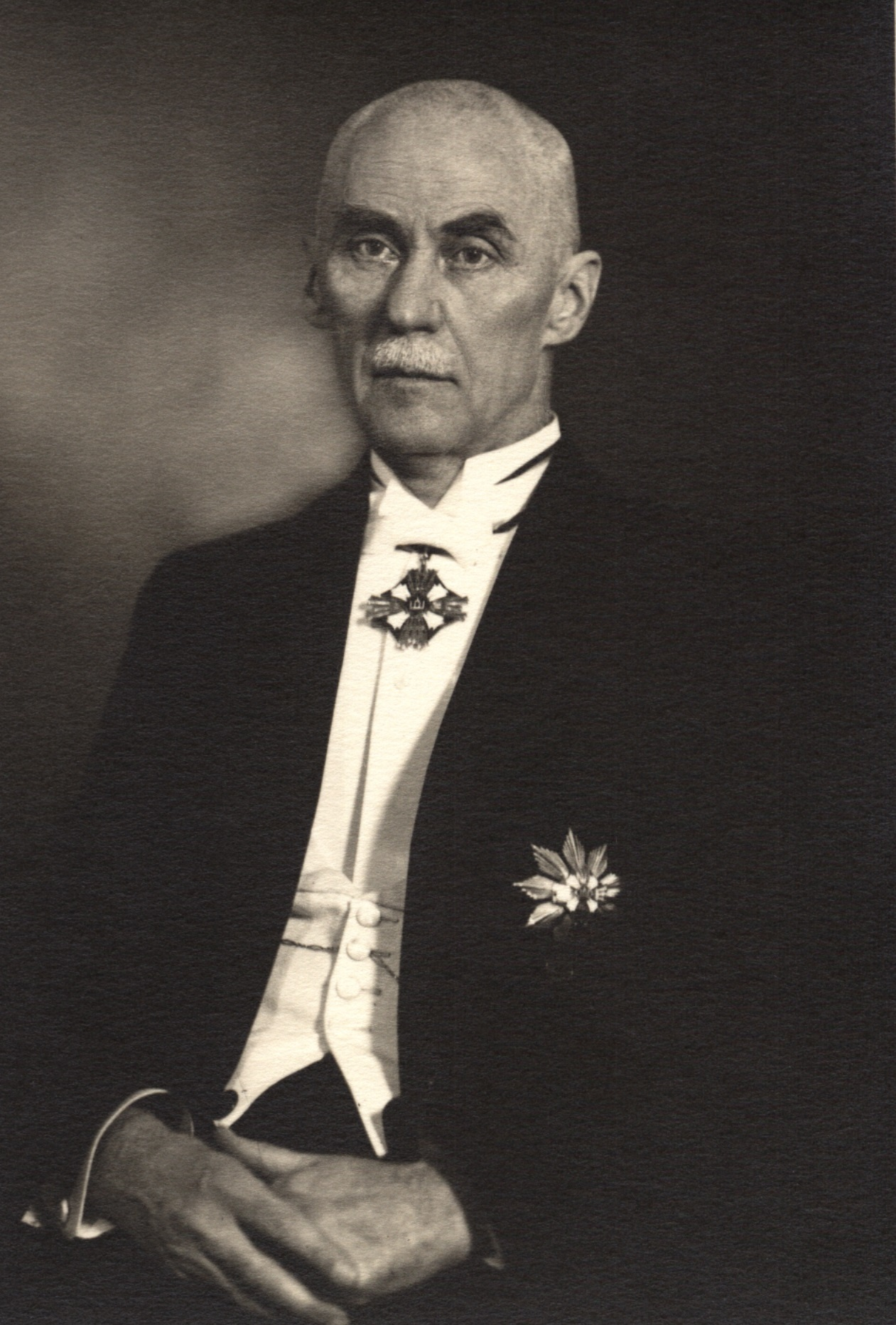
Petras Avižonis

Petras Avižonis (* 17. April 1875 in Pasvalys; † 17. Oktober 1939 in Kaunas) war ein litauischer Augenarzt.

## Leben
1888 absolvierte er die russische Schule Pasvalys und 1894 das Gymnasium in Mitau. Von 1895 bis 1897 studierte er an der Fakultät für Naturwissenschaft der Universität Peterburg und 1900 absolvierte er das Studium an der Kaiserlichen Universität Dorpat. 1914 promovierte er dort zum Thema „Lietuvių valstiečių akių ligos ir aklumas Gruzdžių ir Lygumų valsčiuose“ in Medizin.
Von 1922 bis 1939 war er Leiter des Lehrstuhls für Augenkrankheiten an der Vytauto Didžiojo universitetas, ab 1922 Professor, von 1924 bis 1925 Prorektor und von 1925 bis 1926 Rektor der VDU. Ab 1939 war er Ehrendoktor der Universität Lettlands.
Sein Grabmal befindet sich auf dem  Friedhof Petrašiūnai.